# Kothamangalam
Kothamangalam är en stad i den indiska delstaten Kerala, och tillhör distriktet Ernakulam. Folkmängden uppgick till 38 837 invånare vid folkräkningen 2011, med förorter 114 639 invånare.